# 국도 제180호선 (일본)

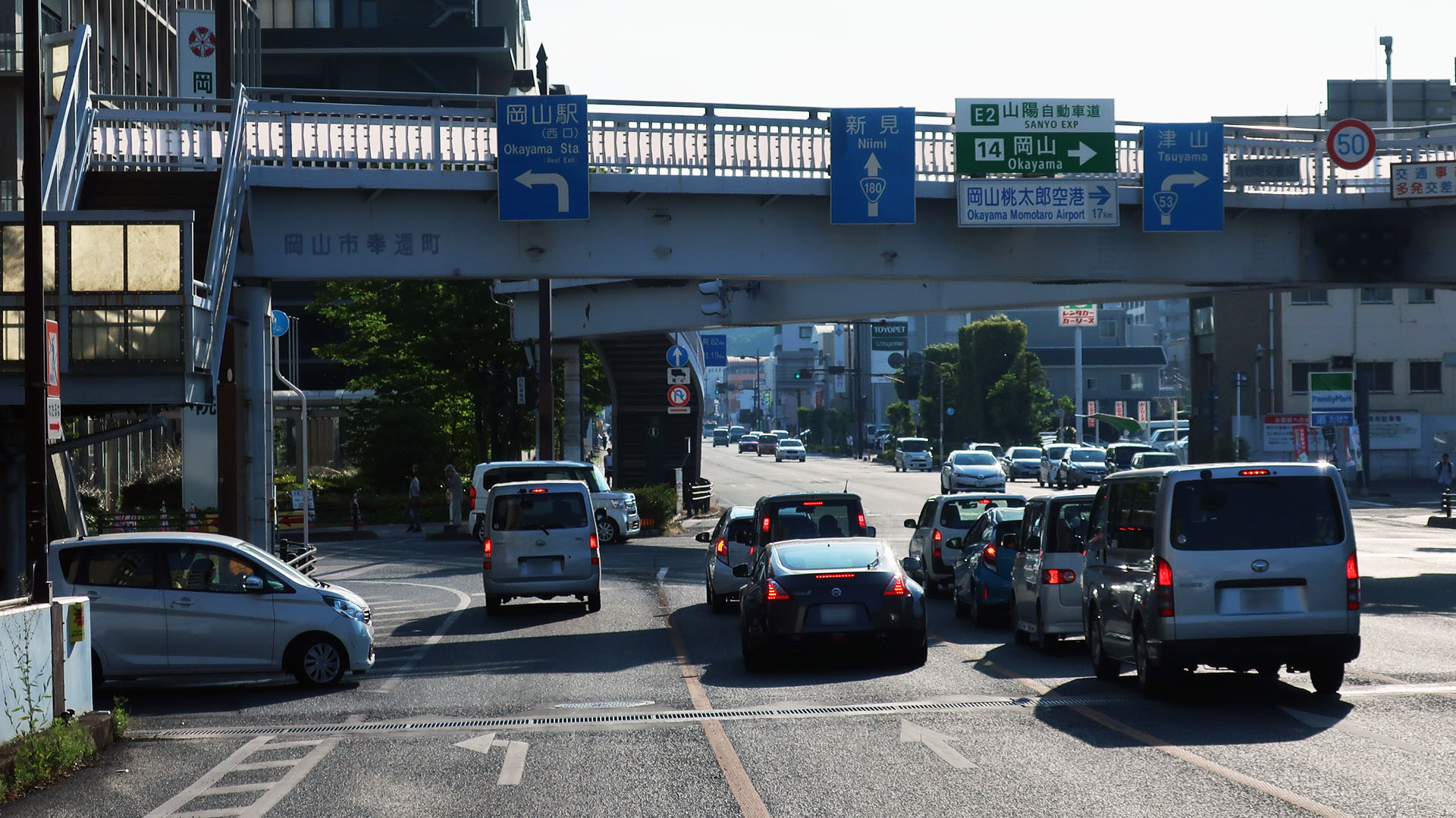
국도 53호선과의 중복구간으로부터 분기
오카야마현 오카야마시 기타구 세이신초 교차로

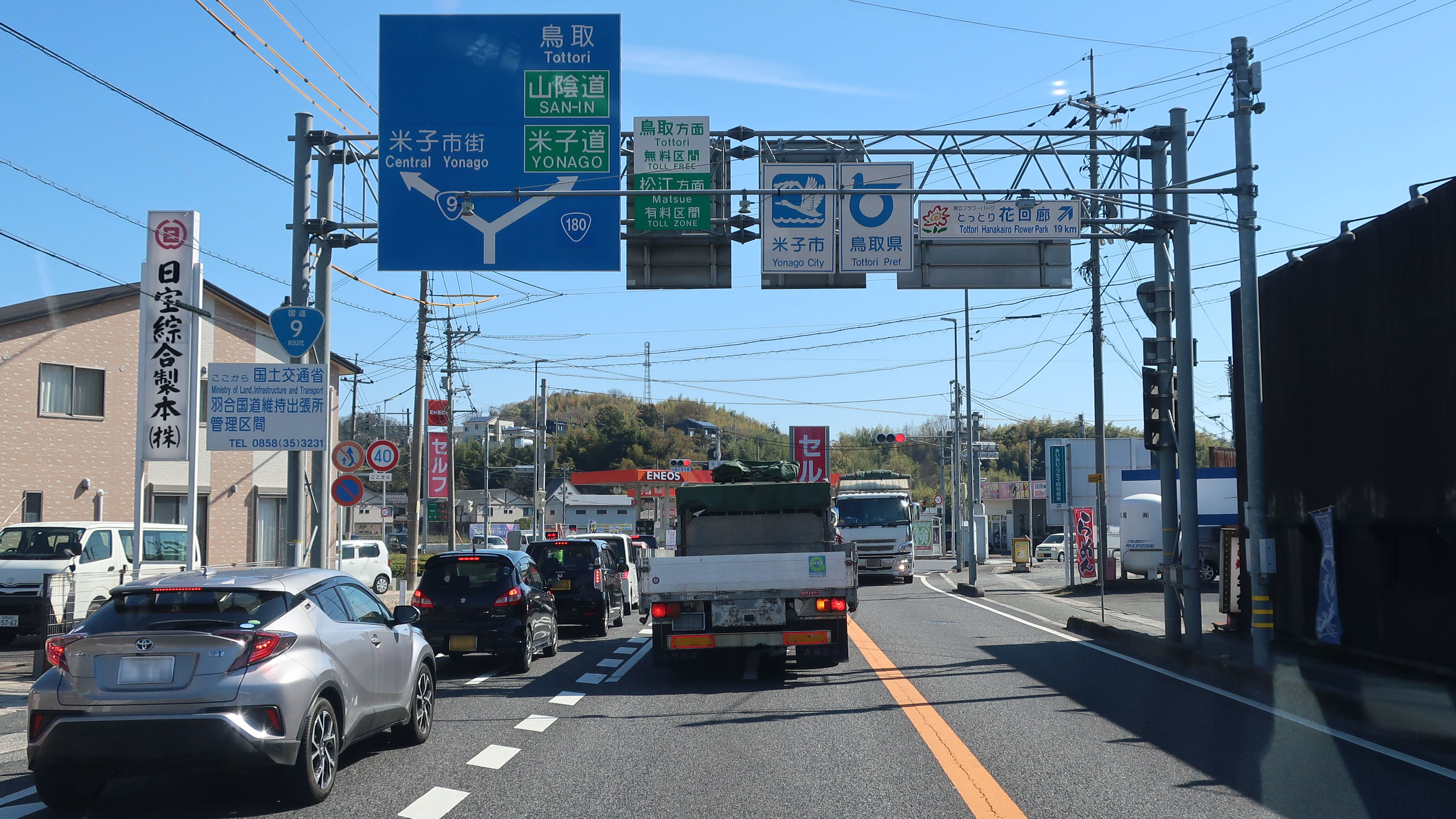
국도 9호선 (중복구간)과의 분기점 부근
돗토리현 요나고시 인다초 교차로

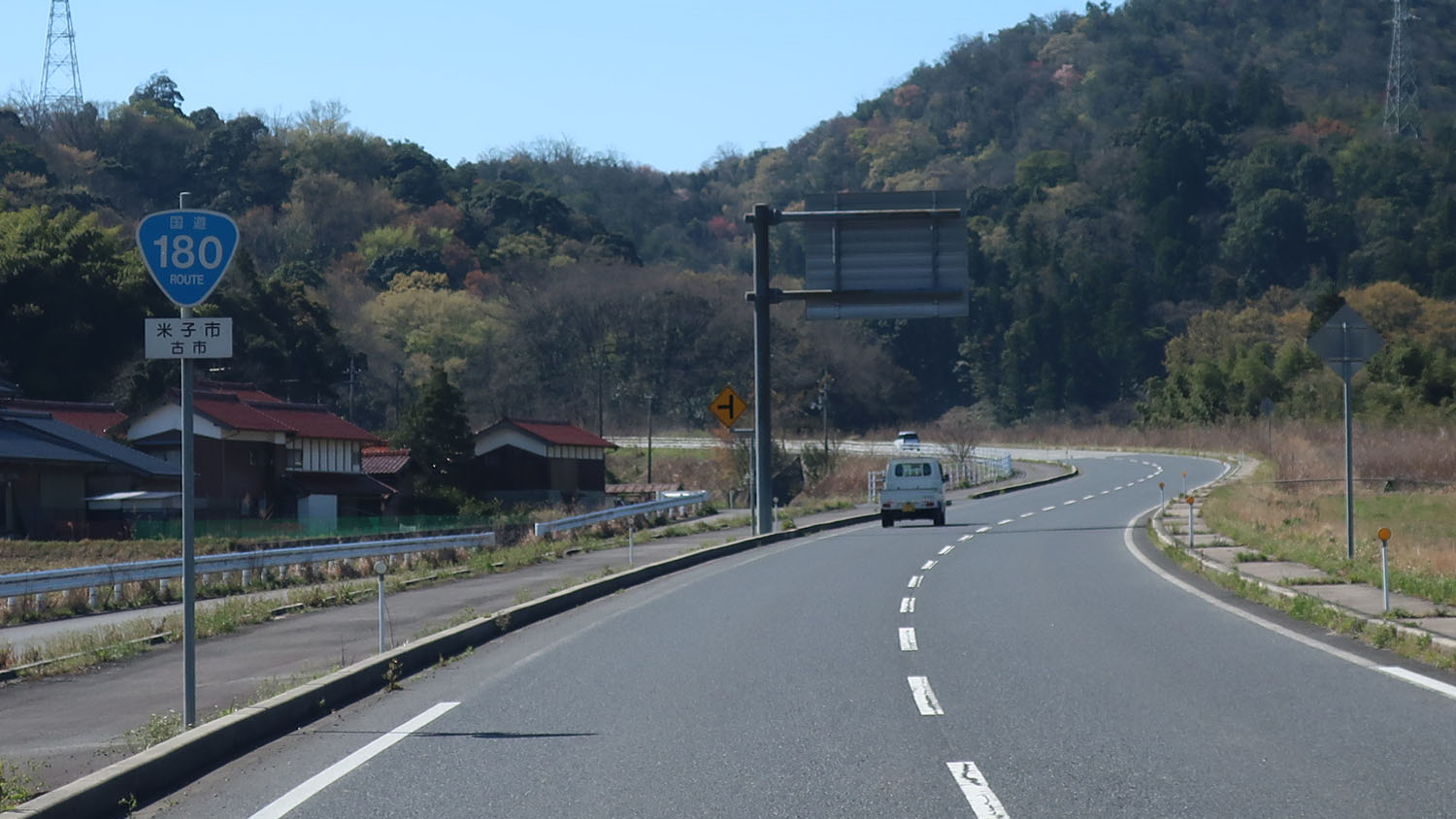
요나고 바이패스
돗토리현 요나고시 후루이치

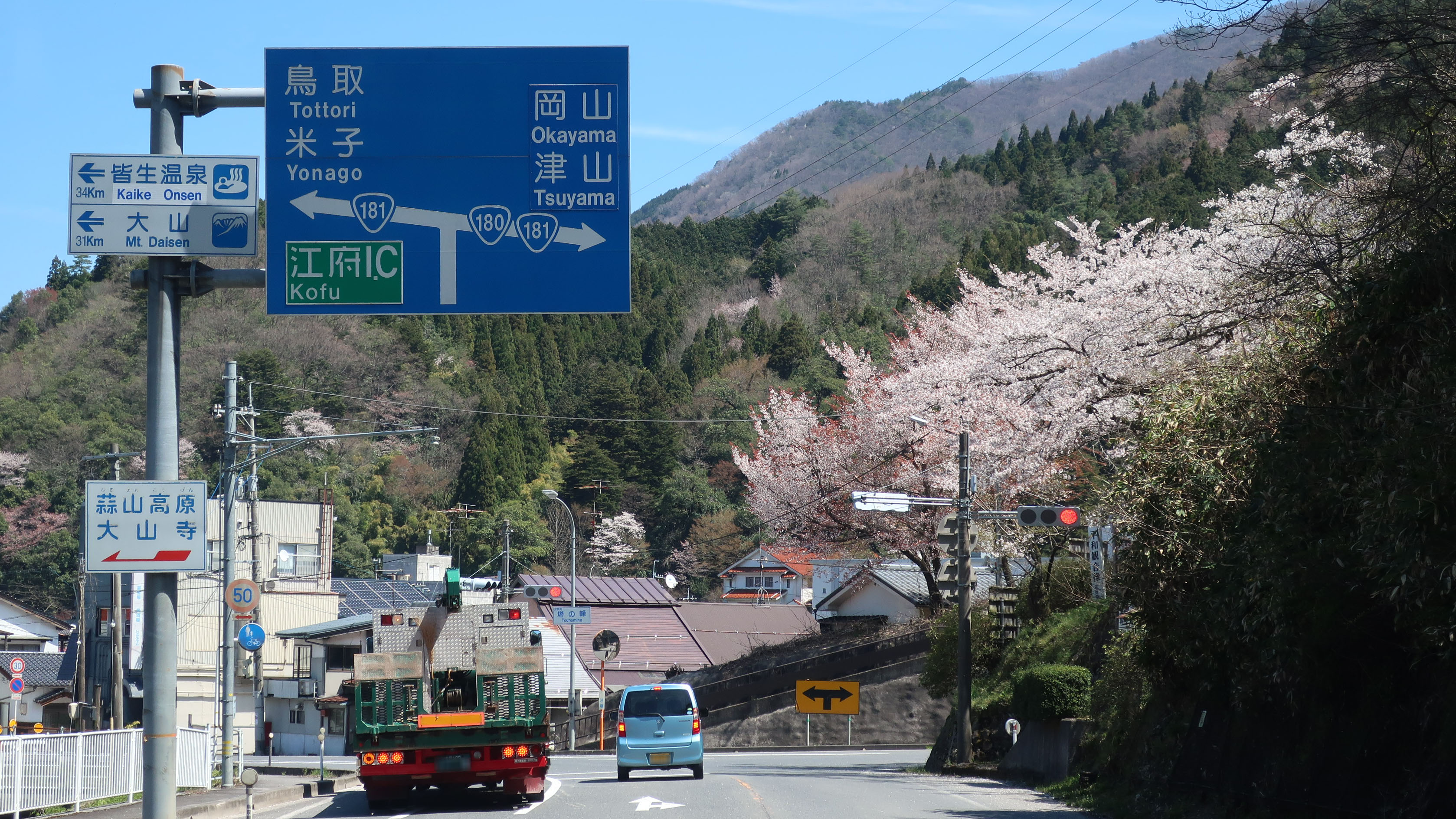
국도 제181호선과의 중복
돗토리현 히노군 히노정

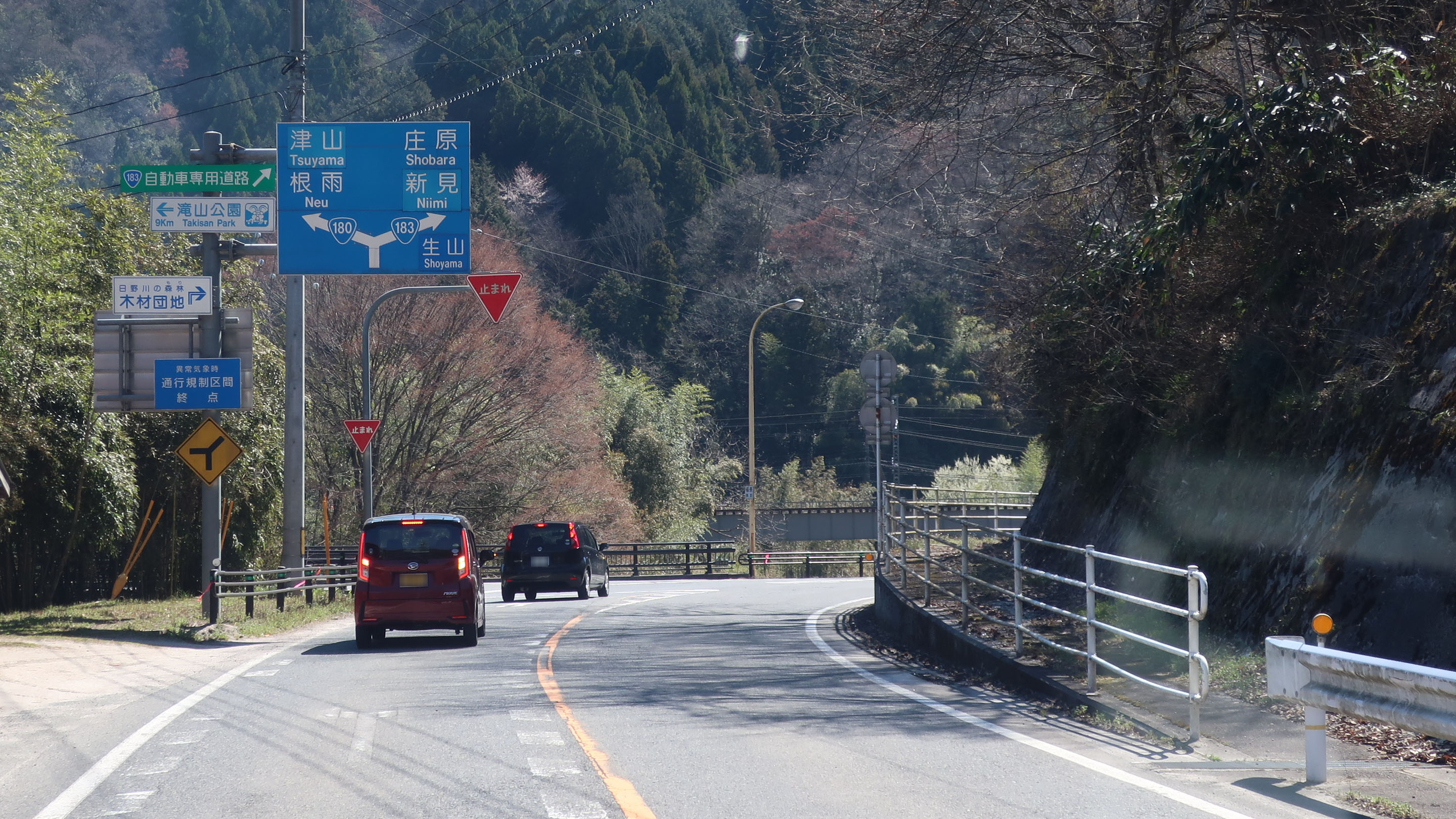
국도 제183호선과의 분기
돗토리현 히노군 히노정

국도 제180호선(일본어: 国道180号)은 오카야마현 오카야마시 기타구에서 돗토리현을 거쳐 시마네현 마쓰에시까지 이르는 일본의 일반 국도로, 총 연장은 177.2 km이다.

## 개요
기점인 다이운지 앞 교차로(오카야마시 기타구)에서 세이신초 교차로까지는 국도 제53호선과의 중복 구간을 이루고 있으며, 이후에는 빗추국의 서쪽에 위치하고 있는 다카하시시와 니미시를 경유한다. 그러나 돗토리현에서는 현의 서부 지구를 경유하고 있으나, 요나고시에서는 국도 제9호선과 겹쳐져 있고, 종점인 마쓰에시에 이르는 노선이기도 하다. 그래서 국도 2호선과 국도 9호선을 잇는 인요 연락도로 중 하나로 구성된다.

### 노선 정보
일반 국도의 노선을 지정하고 있는 정령에 의거한 기종점 및 경유지는 다음과 같다.
- 기점 : 오카야마시 (기타구 다이운지 교차로 = 국도 제30호선 및 국도 제53호선과의 기점, 국도 제250호선 (일본)(일본어판)과의 종점)
- 종점 : 마쓰에시 (사이카마치 교차로 = 국도 제9호선상, 국도 제54호선 및 국도 제432호선 (일본)(일본어판)과의 종점)
- 중요한 경과지 : 소자시, 다카하시시, 니미시, 돗토리현 히노군 히노정, 사이하쿠군 사이하쿠정[1], 요나고시. 야스기시
- 총 연장 : 177.2 km[2]
- 중용 연장 : 3.1 km[3]
- 미공용 연장 : 없음
- 실제 연장 : 174.1 km
  - 현도 : 165.0 km
  - 구도 : 0.4 km[4]
  - 신도 : 8.7 km[5]

## 역사
도로법(쇼와 27년 법률 제180호)을 기초로 둔 2급 국도로 1953년 최초로 지정되었다. 그러나 당초에 고시한 국도 구간과 달리 돗토리현의 현내 일부 구간이 경로가 약간 다르며, 히노군 히노정에서 요나고시 사이의 구간은 국도 제181호선 및 국도 제183호선과 함께 히노군 고후정을 거치는 특색을 두고 있다. 1975년에는 국도 제180호선의 경로가 바뀌자, 사이하쿠군 사이하쿠정을 경유하는 노선으로 경로가 바뀌고 또한 구도도 역시 국도 제181, 183호선 모두 잔존하게 되어 있다.

### 연표
- 1953년 5월 18일 : 2급 국도 180호 오카야마 마쓰에 선(오카야마시 ~ 마쓰에시)으로 지정 시행
- 1965년 4월 1일 : 도로법 개정에 따라 1·2급 구간을 없애고 일반 국도 180호선으로 형식상 변경.
- 1975년 4월 1일 : 돗토리현 히노군 히노정 - 요나고시를 거쳐 사이하쿠군 사이하쿠정(현 난부정) 사이의 경로 변경.

## 노선 개황

### 바이패스
- 오카야마니시 바이패스(일본어판)
- 소자-이치노미야 바이패스(일본어판)
- 난부 바이패스(일본어판)
- 요나고 바이패스(일본어판)

### 통칭
- 야나가와스지(일본어판)

### 도로 시설

#### 터널
- 이쿠라 터널 (니미시) - 총 연장 1,150m
- 아게치 터널 (니미시 ~ 히노군 히노정)

#### 미치노에키
- 아라엣사(일본어판) (야스기시, 9번 국도와의 중복 구간 안에 있음)

## 지리

### 통과하는 지자체
- 오카야마현
  - 오카야마시 (기타구[7]) - 소자시 - 다카하시시 - 니미시
- 돗토리현
  - 히노군 히노정 - 히노군 니치난정 - 요나고시
- 시마네현
  - 야스기시 - 마쓰에시

### 통과하는 도로
고속도로, 기타 유료도로
- 오카야마 자동차도(일본어판, 중국어판)
- 주고쿠 자동차도
- 산인 자동차도(일본어판, 중국어판)
- 마쓰에단단 도로(일본어판)

일반 국도
- 국도 제9호선
- 국도 제30호선
- 국도 제53호선
- 국도 제54호선
- 국도 제181호선
- 국도 제182호선
- 국도 제183호선
- 국도 제250호선 (일본)(일본어판)
- 국도 제313호선 (일본)(일본어판)
- 국도 제429호선 (일본)(일본어판)
- 국도 제432호선 (일본)(일본어판)
- 국도 제484호선 (일본)(일본어판)
- 국도 제485호선
- 국도 제486호선 (일본)(일본어판)

### 병주하는 구 가도
- 산요도
- 산인도

## 갤러리

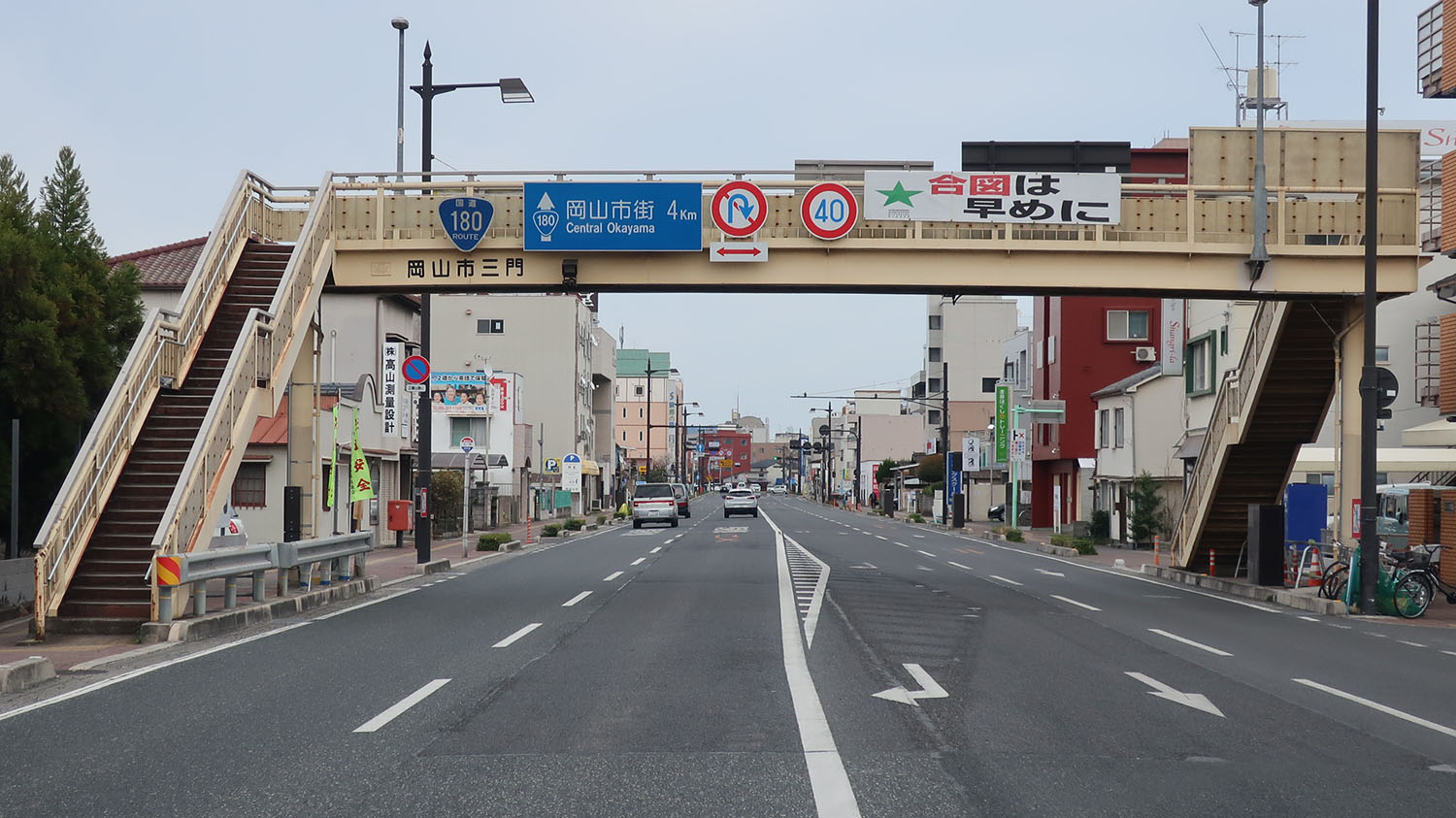
오카야마현 오카야마시 기타구 니시자키혼마치
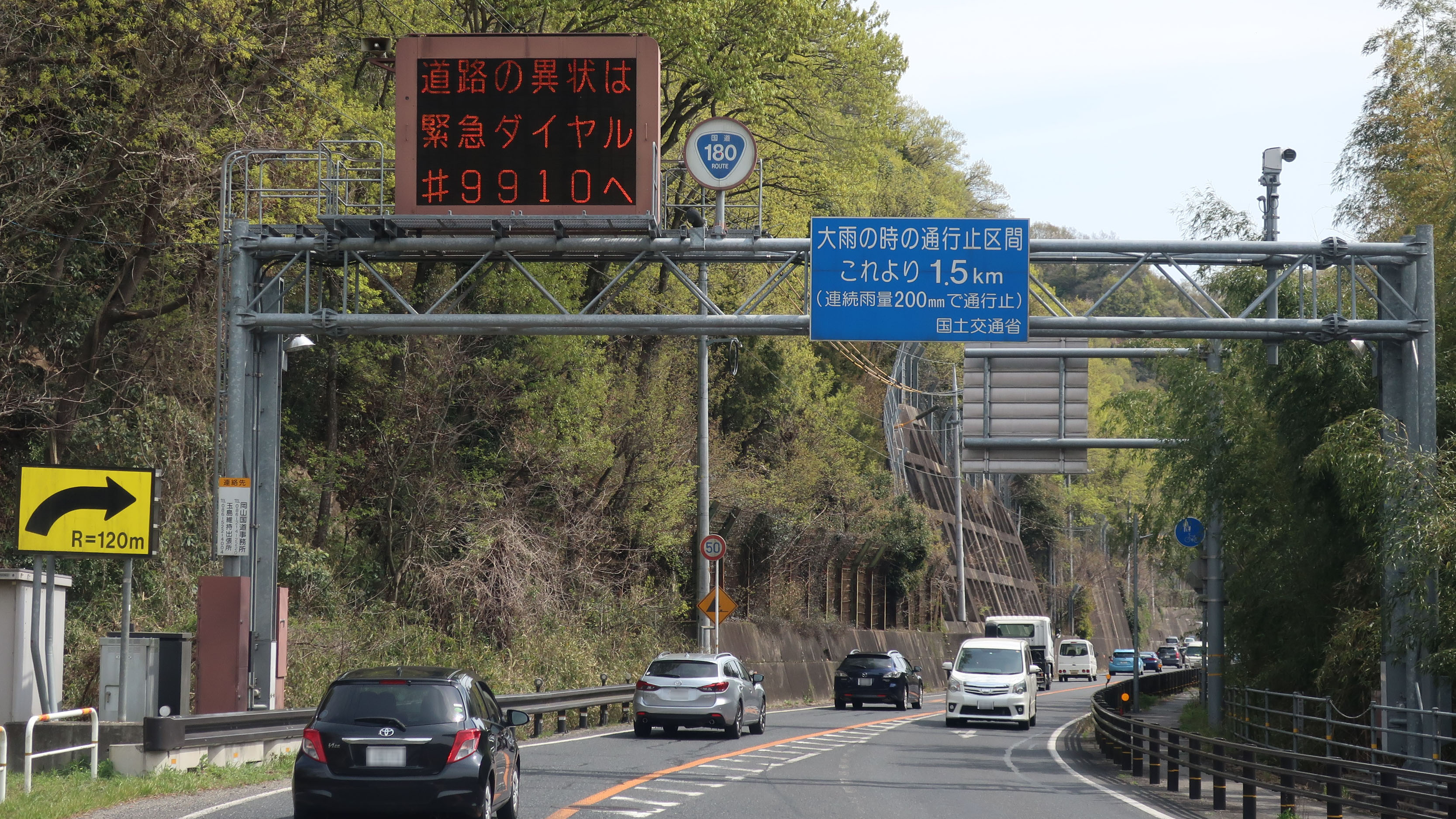
오카야마현 소자시 시사와
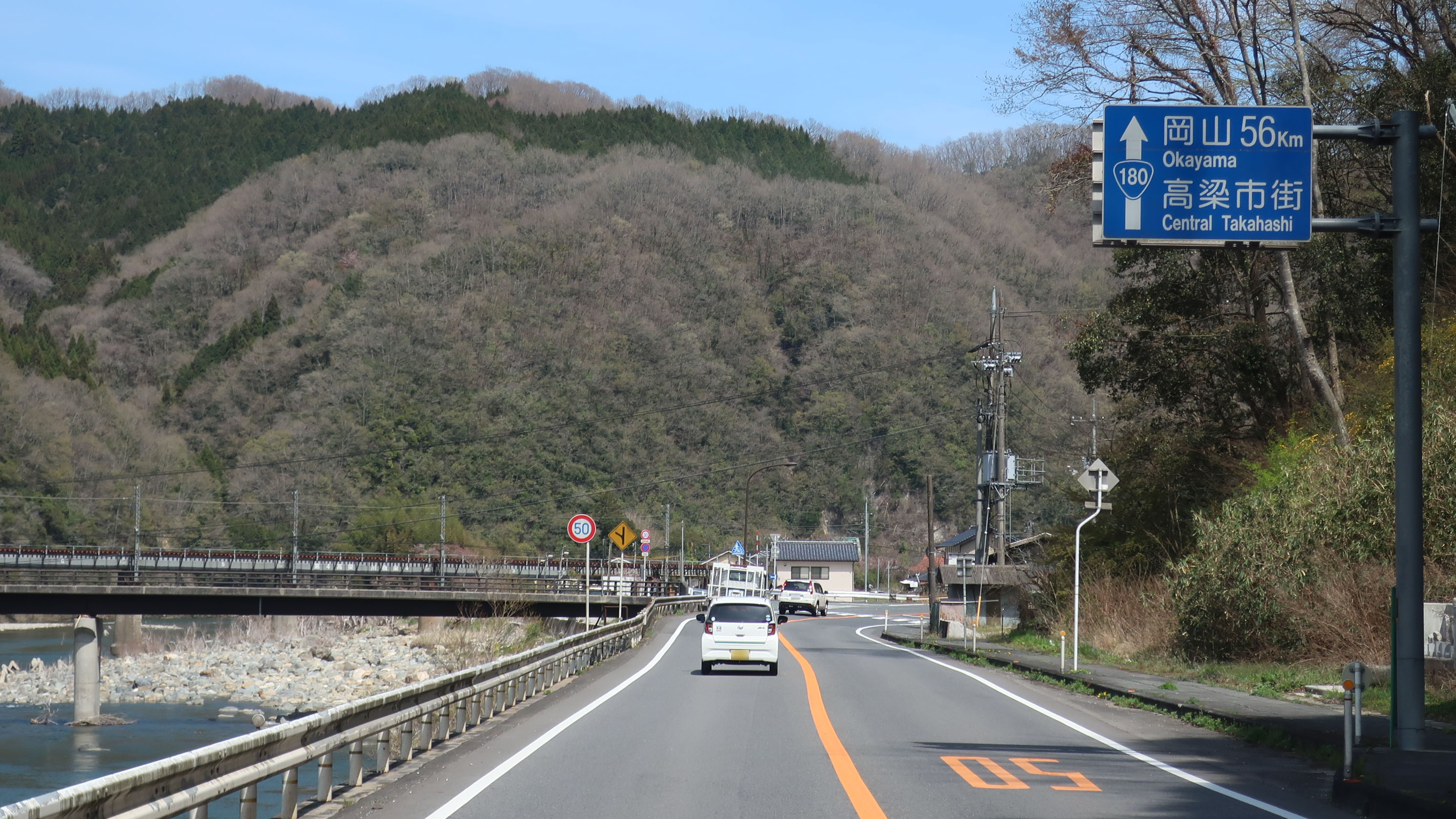
오카야마현 다카하시시 다카쿠라초 이이베
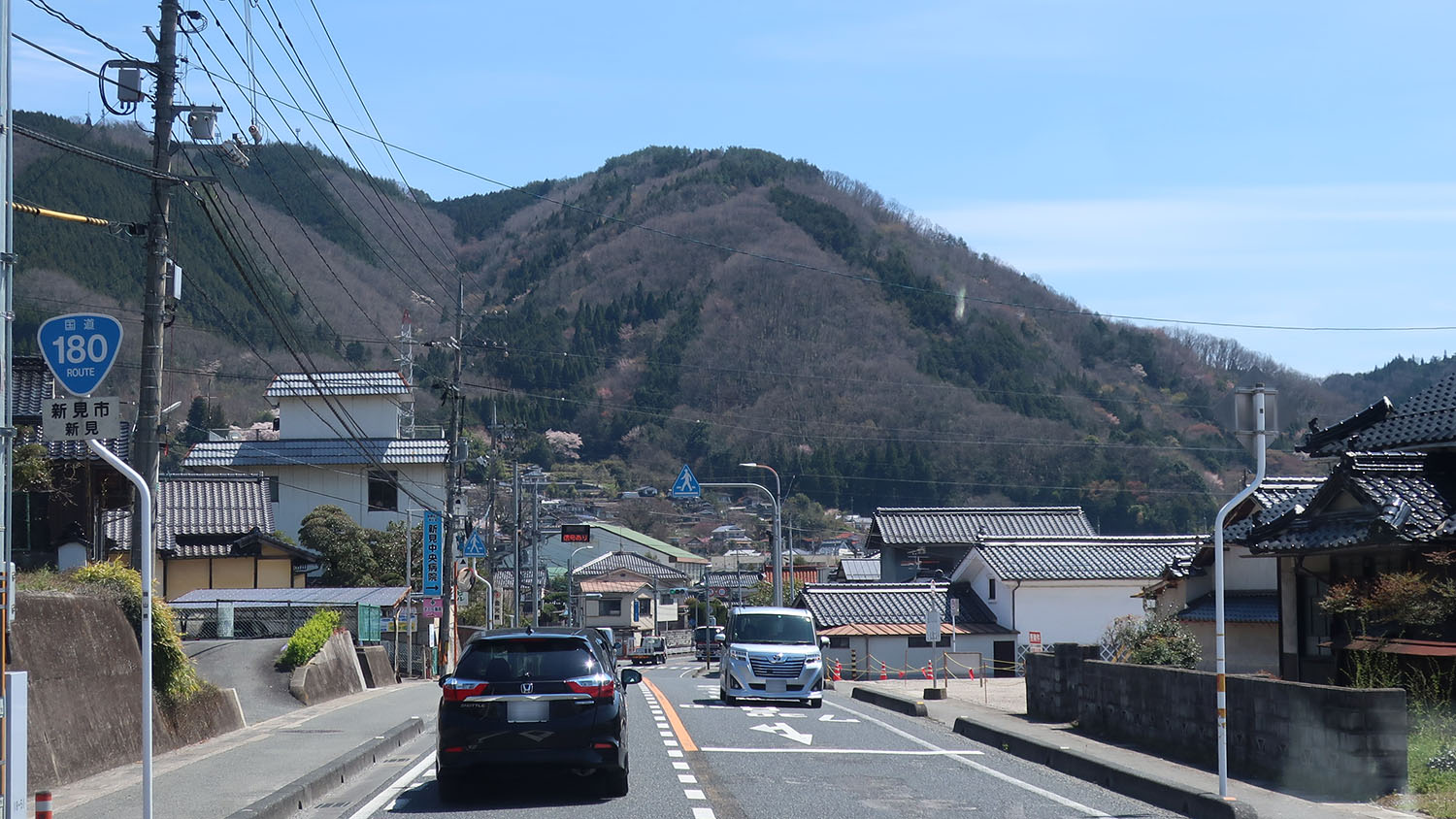
오카야마현 니미시 니미
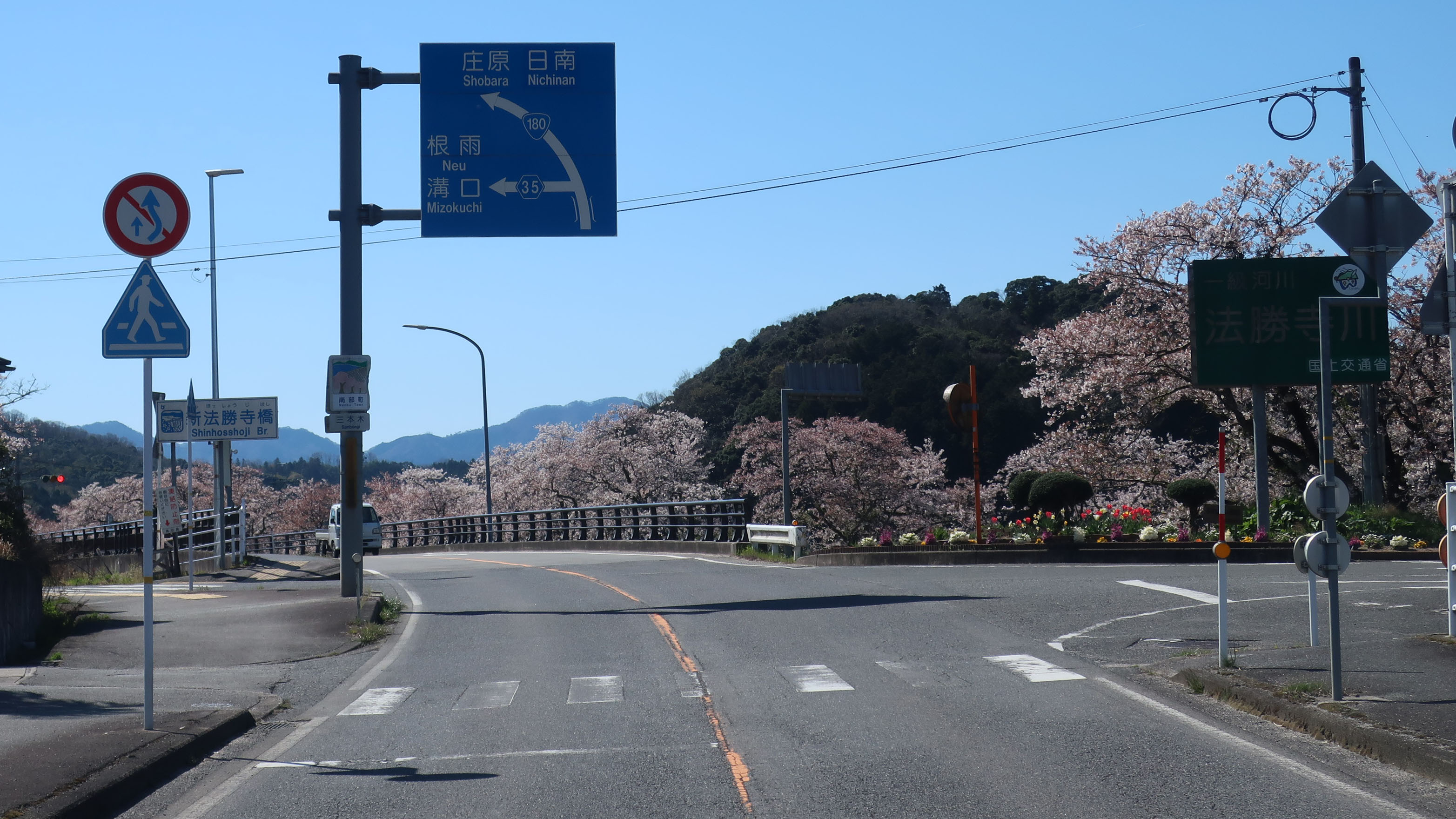
돗토리현 사이하쿠군 난부정